# Stadion an der Kreuzeiche
A Stadion an der Kreuzeiche é um estádio de futebol, pertencente à cidade de Reutlingen, na Alemanha, tem capacidade para 15,228 lugares e o mandante dos jogos é o SSV Reutlingen 05.